# Stefan Müller (Sprachwissenschaftler)
Stefan Müller (* 3. April 1968 in Jena) ist ein deutscher Sprachwissenschaftler und Professor an der Humboldt-Universität zu Berlin mit Schwerpunkt auf Grammatiktheorien, Linguistik des Deutschen und Computerlinguistik.

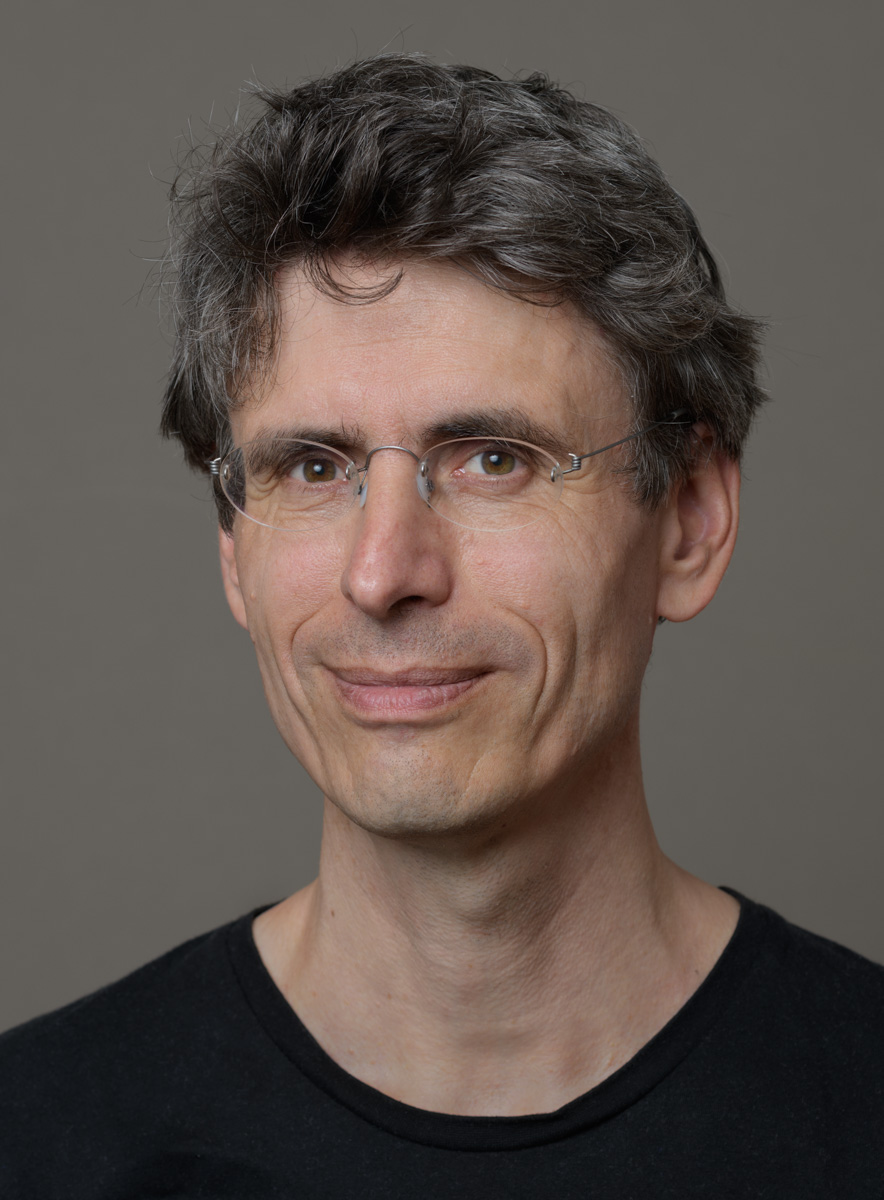
Stefan Müller, Sprachwissenschaftler, Humboldt-Universität zu Berlin

## Leben
Von 1982 bis 1986 besuchte Müller die EOS „Heinrich Hertz“, eine Schule für mathematisch begabte Schüler. Von 1989 bis 1993 studierte er an der Humboldt-Universität und an der Universität Edinburgh Informatik. 1997 promovierte er an der Universität des Saarlandes mit einer Arbeit zur deutschen Grammatik und deren maschineller Verarbeitung. 2001 folgte die Habilitation zu komplexen Prädikaten im Deutschen ebenfalls an der Universität des Saarlandes. Müller arbeitete vorwiegend als Computerlinguist, bis er 2003 eine Juniorprofessur an der Universität Bremen antrat. Ab 2007 war er Professor an der Freien Universität Berlin, bevor er 2016 an die Humboldt-Universität wechselte.

## Wissenschaft
Stefan Müllers wichtigstes Forschungsgebiet ist die allgemeine Syntax und die Syntax des Deutschen. Die meisten seiner Arbeiten bewegen sich im Rahmen der Head-driven Phrase Structure Grammar (HPSG), aber er vergleicht diesen Ansatz immer wieder systematisch mit anderen grammatiktheoretischen Ansätzen, wie z. B. Dependenzgrammatik, Kategorialgrammatik und Minimalismus.
Müller ist (gemeinsam mit Martin Haspelmath) einer der Gründer des Verlags Language Science Press, der akademische Bücher im Bereich der Sprachwissenschaften in Open Access veröffentlicht, ohne Publikationsgebühren zu verlangen.
Mitte Juni 2024 forderte Müller mit mehreren tausend weiteren Professoren und Dozenten den Rücktritt der Bildungs- und Forschungsministerin Bettina Stark-Watzinger aufgrund ihrer Erwägungen zur Kürzung von Forschungsmitteln für Hochschulangehörige, die zuvor gegen die Räumung eines propalästinensischen Protestcamps ausgesprochen hatten.

## Kunst/Photographie
Nach der Wende begann Stefan Müller mit dem Fotografieren von Konzerten, wobei der Schwerpunkt auf Punk, Rock, Jazz und Avantgarde liegt. Insbesondere die so genannten anderen Bands und der inoffizielle Untergrund der DDR sind sein Hauptinteressengebiet. Seit 2009 fotografiert er Linguistikveranstaltungen. Ab 2011 begleitete er Proteste und Veranstaltungen mit Bezug zum Flughafen Tegel und seit 2019 dokumentiert er Klimaproteste und -aktionen (Scientists for Future, Fridays for Future, Extinction Rebellion, Am Boden bleiben), sowie antifaschistische Großveranstaltungen wie Wir sind mehr und Unteilbar. Seine Bilder sind in der Zeit, im Spiegel, in der taz, in diversen Berliner Lokalzeitungen sowie in der Kunstzeitschrift Monopol und in Büchern (Dead Moon) veröffentlicht. Für Die Firma und Sandow hat er zu CD/DVD-Booklets beigetragen.

## Politik
Stefan Müller ist im Beirat von Scientists for Future aktiv und hat mit anderen Scientists eine Kampagne zum Verzicht auf dienstliche Kurzstreckenflüge organisiert (gemeinsam mit Martina Schäfer und Gisbert Fanselow). Diese wurde im Raum Berlin/Potsdam erfolgreich beendet und dann auf das gesamte Bundesgebiet ausgeweitet. Müller ist zudem Unterzeichner eines Offenen Briefes zur Unterstützung von Forderungen der Scientist Rebellion, einem mit Scientists for Future vergleichbaren Ableger für Wissenschaftler von Extinction Rebellion.
Im Januar 2021 wurde Müller bei einem Stefan-Müller-Casting von der Partei Die PARTEI Erlangen ausgewählt, um im Wahlkreis Erlangen und Erlangen-Höchstadt bei der Bundestagswahl 2021 gegen den CSU-Kandidaten Stefan Müller anzutreten, der seit 2002 diesen Wahlkreis mit großer Mehrheit gewonnen hat. Nach der offiziellen Bestätigung durch den Kreisverband Erlangen hat Stefan Müller begonnen, in einem Blog seine politischen Positionen darzulegen und die von Stefan Müller zu kritisieren. Die Blog-Beiträge sind reich illustriert, überwiegend mit Müllers eigenen Bildern. Mit 1,7 Prozent der Erststimmen konnte er sich jedoch nicht gegen Müller durchsetzen, der erneut das Direktmandat errang.
2024 forderte Müller die taz auf, aus Klimaschutzgründen keine touristischen Flugreisen mehr zu organisieren und in der taz zu bewerben. Die Werbung für Flugreisen lasse diese als etwas Normales erscheinen, was dem ansonsten vertretenen Profil der Zeitung und Auffassungen von Klimajournalisten in der taz widerspräche. Müller hatte auf Mastodon und unter den Scientists for Future 14.500 € an potentiellen Genossenschaftsanteilen für den Fall einer Einstellung der Flugreisen eingeworben. Gleichzeitig gab er an, sein Netzwerk dazu aufrufen zu wollen, Zahlungen an die taz zu reduzieren und bei jeder weiteren Werbung für Flugreisen jeweils einen Genossenschaftsanteil zu kündigen, sollte die Forderung nicht umgesetzt werden. Daraufhin kam es zu einem Gespräch der taz-Klimaredakteure mit Müller und Christian Jakob, dem Organisator einer Flugreise nach Togo, über den Sinn von touristischen Flugreisen in der Klimakrise. Zum Zeitpunkt des Gesprächs hatte Müller 52 Anteile, also 26.000 € eingeworben. Diese sollen nach der Genossenschaftsversammlung gekauft werden, wenn sich die Genossenschaftler für ein Verzicht auf die Veranstaltung und Bewerbung von Flugreisen aussprächen und die taz dies entsprechend umgesetzt würde. Bei der Genossenschaftsversammlung im September 2024 stimmten 54 Prozent für die Forderung, keine Flugreisen mehr zu organisieren, und 37 Prozent dagegen. Die taz verkündete in der Wochenendeausgabe am 19. Oktober 2024 eine entsprechende Entscheidung.

## Auszeichnungen
Im Jahr 2014 wurde Stefan Müller zum Mitglied der Academia Europaea gewählt.

## Publikationen (Auswahl)
- Stefan Müller: Germanic syntax: A Constraint-Based View (= Textbooks in Language Science. Nr. 12). Language Science Press, Berlin 2023, doi:10.5281/zenodo.7733033.

- Stefan Müller: A lexicalist account of argument structure: A discussion of template-based phrasal LFG approaches and a lexical HPSG alternative (= Conceptual Foundations of Language Science. Nr. 2). Language Science Press, Berlin 2018, doi:10.5281/zenodo.1441351.

- Stefan Müller: Grammatical theory: From transformational grammar to constraint-based approaches (= Textbooks in Language Sciences. Nr. 1). 2. überarbeitete Auflage 2018, 3. überarbeitete Auflage 2019, 4. überarbeitete Auflage 2020, 5. überarbeitete Auflage 2023. Language Science Press, Berlin 2016, doi:10.5281/zenodo.7376662.

- Stefan Müller: Grammatiktheorie (= Stauffenburg Einführungen. Nr. 20). 2. überarbeitete Auflage 2013. Stauffenburg Verlag, Tübingen 2010.

- Stefan Müller: Head-Driven Phrase Structure Grammar: Eine Einführung (= Stauffenburg Einführungen. Nr. 17). 2. überarbeitete Auflage 2008, 3. überarbeitete Auflage 2013. Stauffenburg Verlag, Tübingen 2007.

- Stefan Müller: Complex Predicates: Verbal Complexes, Resultative Constructions, and Particle Verbs in German (= Studies in Constraint-Based Lexicalism. Nr. 13). CSLI Publications, Stanford 2002.

- Stefan Müller: Deutsche Syntax deklarativ: Head-Driven Phrase Structure Grammar für das Deutsche (= Linguistische Arbeiten. Nr. 394). 2. identische Auflage 2014 von Walter De Gruyter. Max Niemeyer Verlag, Tübingen 1999, doi:10.1515/9783110915990.

## Herausgeberschaften (Auswahl)
- Stefan Müller, Anne Abeillé, Robert D. Borsely, Jean-Pierre Koenig (Hrsg.): Head-Driven Phrase Structure Grammar: The Handbook (= Empirically Oriented Theoretical Morphology and Syntax. Nr. 9). Language Science Press, Berlin 2021, doi:10.5281/zenodo.5543318.

- Stefan Müller, Marga Reis, Frank Richter (Hrsg.): Beiträge zur deutschen Grammatik: Gesammelte Schriften von Tilman N. Höhle (= Classics in Linguistics. Nr. 2). 2. überarbeitete Auflage 2019. Language Science Press, Berlin 2018, doi:10.5281/zenodo.2588383.

- Seit 2003 Proceedings of the International Conference on Head-Driven Phrase Structure Grammar https://proceedings.hpsg.xyz/issue/archive ISSN 1535-1793.